# Specie di Symphytognathidae
Di seguito sono descritte tutte le 66 specie della famiglia di ragni Symphytognathidae note al dicembre 2012.

## Anapistula
Anapistula Gertsch, 1941
- Anapistula appendix Tong & Li, 2006 — Cina
- Anapistula aquytabuera Rheims & Brescovit, 2003 — Brasile
- Anapistula ataecina Cardoso & Scharff, 2009 — Portogallo
- Anapistula australia Forster, 1959 — Queensland
- Anapistula ayri Rheims & Brescovit, 2003 — Brasile
- Anapistula bebuia Rheims & Brescovit, 2003 — Brasile
- Anapistula benoiti Forster & Platnick, 1977 — Congo
- Anapistula bifurcata Harvey, 1998 — Territorio del Nord (Australia)
- Anapistula boneti Forster, 1958 — Messico
- Anapistula caecula Baert & Jocqué, 1993 — Costa d'Avorio
- Anapistula cuttacutta Harvey, 1998 — Territorio del Nord (Australia)
- Anapistula guyri Rheims & Brescovit, 2003 — Brasile
- Anapistula ishikawai Ono, 2002 — Giappone
- Anapistula jerai Harvey, 1998 — Malaysia, Borneo, Kalimantan (Borneo), Krakatoa
- Anapistula orbisterna Lin, Pham & Li, 2009 — Vietnam
- Anapistula pocaruguara Rheims & Brescovit, 2003 — Brasile
- Anapistula secreta Gertsch, 1941 — dagli USA alla Colombia, Isole Bahama, Giamaica
- Anapistula seychellensis Saaristo, 1996 — Isole Seychelles
- Anapistula tonga Harvey, 1998 — Isole Tonga
- Anapistula troglobia Harvey, 1998 — Australia occidentale
- Anapistula ybyquyra Rheims & Brescovit, 2003 — Brasile
- Anapistula yungas Rubio & González, 2010 — Argentina

## Anapogonia
Anapogonia Simon, 1905
- Anapogonia lyrata Simon, 1905 — Giava

## Crassignatha
Crassignatha Wunderlich, 1995
- Crassignatha ertou Miller, Griswold & Yin, 2009 — Cina
- Crassignatha gudu Miller, Griswold & Yin, 2009 — Cina
- Crassignatha haeneli Wunderlich, 1995 — Malaysia
- Crassignatha longtou Miller, Griswold & Yin, 2009 — Cina
- Crassignatha pianma Miller, Griswold & Yin, 2009 — Cina
- Crassignatha quanqu Miller, Griswold & Yin, 2009 — Cina
- Crassignatha yamu Miller, Griswold & Yin, 2009 — Cina
- Crassignatha yinzhi Miller, Griswold & Yin, 2009 — Cina

## Curimagua
Curimagua
- Curimagua bayano Forster & Platnick, 1977 — Panama
- Curimagua chapmani Forster & Platnick, 1977 — Venezuela

## Globignatha
Globignatha Balogh & Loksa, 1968
- Globignatha rohri (Balogh & Loksa, 1968) — Brasile
- Globignatha sedgwicki Forster & Platnick, 1977 — Belize

## Patu
Patu Marples, 1951
- Patu bicorniventris Lin & Li, 2009 — Cina
- Patu bispina Lin, Pham & Li, 2009 — Vietnam
- Patu digua Forster & Platnick, 1977 — Colombia
- Patu eberhardi Forster & Platnick, 1977 — Colombia
- Patu jidanweishi Miller, Griswold & Yin, 2009 — Cina
- Patu kishidai Shinkai, 2009 — Giappone
- Patu marplesi Forster, 1959 — Isole Samoa
- Patu nigeri Lin & Li, 2009 — Cina
- Patu quadriventris Lin & Li, 2009 — Cina
- Patu qiqi Miller, Griswold & Yin, 2009 — Cina
- Patu saladito Forster & Platnick, 1977 — Colombia
- Patu samoensis Marples, 1951 — Isole Samoa
- Patu shiluensis Lin & Li, 2009 — Cina, Laos
- Patu silho Saaristo, 1996 — Isole Seychelles
- Patu spinithoraxi Lin & Li, 2009 — Cina
- Patu vitiensis Marples, 1951 — Isole Figi
- Patu woodwardi Forster, 1959 — Nuova Guinea
- Patu xiaoxiao Miller, Griswold & Yin, 2009 — Cina

## Symphytognatha
Symphytognatha Hickman, 1931
- Symphytognatha blesti Forster & Platnick, 1977 — Nuovo Galles del Sud
- Symphytognatha brasiliana Balogh & Loksa, 1968 — Brasile
- Symphytognatha carstica Brescovit, Álvares & Lopes, 2004 — Brasile
- Symphytognatha chickeringi Forster & Platnick, 1977 — Giamaica
- Symphytognatha fouldsi Harvey, 2001 — Australia occidentale
- Symphytognatha gertschi Forster & Platnick, 1977 — Messico
- Symphytognatha globosa Hickman, 1931 — Tasmania
- Symphytognatha goodnightorum Forster & Platnick, 1977 — Belize
- Symphytognatha imbulunga Griswold, 1987 — Sudafrica
- Symphytognatha orghidani Georgescu, 1988 — Cuba
- Symphytognatha picta Harvey, 1992 — Australia occidentale
- Symphytognatha tacaca Brescovit, Álvares & Lopes, 2004 — Brasile
- Symphytognatha ulur Platnick, 1979 — Nuova Guinea